# Lista delle università in Zimbabwe
Questa voce contiene un elenco delle università in Zimbabwe.

## Elenco
- Università dell'Africa (AU)
- Arrupe Jesuit University (AJU)
- Bindura University of Science Education (BUSE)
- Catholic University in Zimbabwe (CUZ)
- Chinhoyi University of Technology (CUT)
- Great Zimbabwe University, formerly Masvingo State University
- Università statale di Gwanda (GSU)
- Istituto di Tecnologia di Harare (HIT)
- Università statale di Lupane (LSU)
- Università Statale delle Scienze Applicate del Manicaland  (MSUAS)
- Marondera University of Agricultural Science & Technology (MUAST)
- Università statale delle Midland (MSU)
- National University of Science and Technology, Zimbabwe (NUST)
- Reformed Church University
- Università di Solusi
- Sourthen Africa Methodist University (SAMU)
- Università dello Zimbabwe (UZ)
- Università delle donne africane (WUA)
- Zimbabwe Ezekiel Guti University (ZEGU)
- Zimbabwe Open University (ZOU)